# Avenida Presidente Carlos Luz
A Avenida Presidente Carlos Luz, chamada simplesmente por Carlos Luz ou pelo antigo nome, Catalão, é uma importante via que conecta a Avenida Pedro II à Lagoa da Pampulha, em Belo Horizonte.
Essa Avenida é um caminho para quem quer chegar à UFMG pela região noroeste da capital e, por consequência, ao bairro Ouro Preto, onde ficam as repúblicas universitárias.
No final de 2005, o canteiro central da avenida foi reformado, recebendo trechos novos de grama e ladrilhos.
A Catalão cruza com o Anel Rodoviário na altura do Shopping Del Rey.